# Глиджук Михайло
доктор Михайло Глиджук (? — 1907) — український правник, суддя, громадський діяч. Начальник суду в Борині, член Крайової управи у 1902—1907 роках. Посол до Галицького сейму 8-го скликання (від IV курії округу Турка — Бориня, входив до складу «Руського соймового клубу»; в окрузі після його смерти було обрано доктора Йосифа Ганчаковського).